# George Napier
George Napier, född den 11 mars 1751, död den 13 oktober 1804, var en brittisk överste, yngre son till den 6:e baron Napier och därmed ättling till John Napier.
Napier utmärkte sig för tappert försvar av sin gård på Irland under upproret 1798. Han var Comptroller of Army Accounts på Irland från 1799 till sin död.  Han var, i sitt äktenskap med lady Sarah Lennox (dotter till Charles Lennox, 2:e hertig av Richmond), far till den mer bekante Charles James Napier, liksom till George Thomas och  William Francis Patrick Napier.